# Strophanthus bequaertii
Strophanthus bequaertii là một loài thực vật có hoa trong họ La bố ma. Loài này được Staner & Michotte miêu tả khoa học đầu tiên năm 1934.